# Ulica Bracka w Warszawie

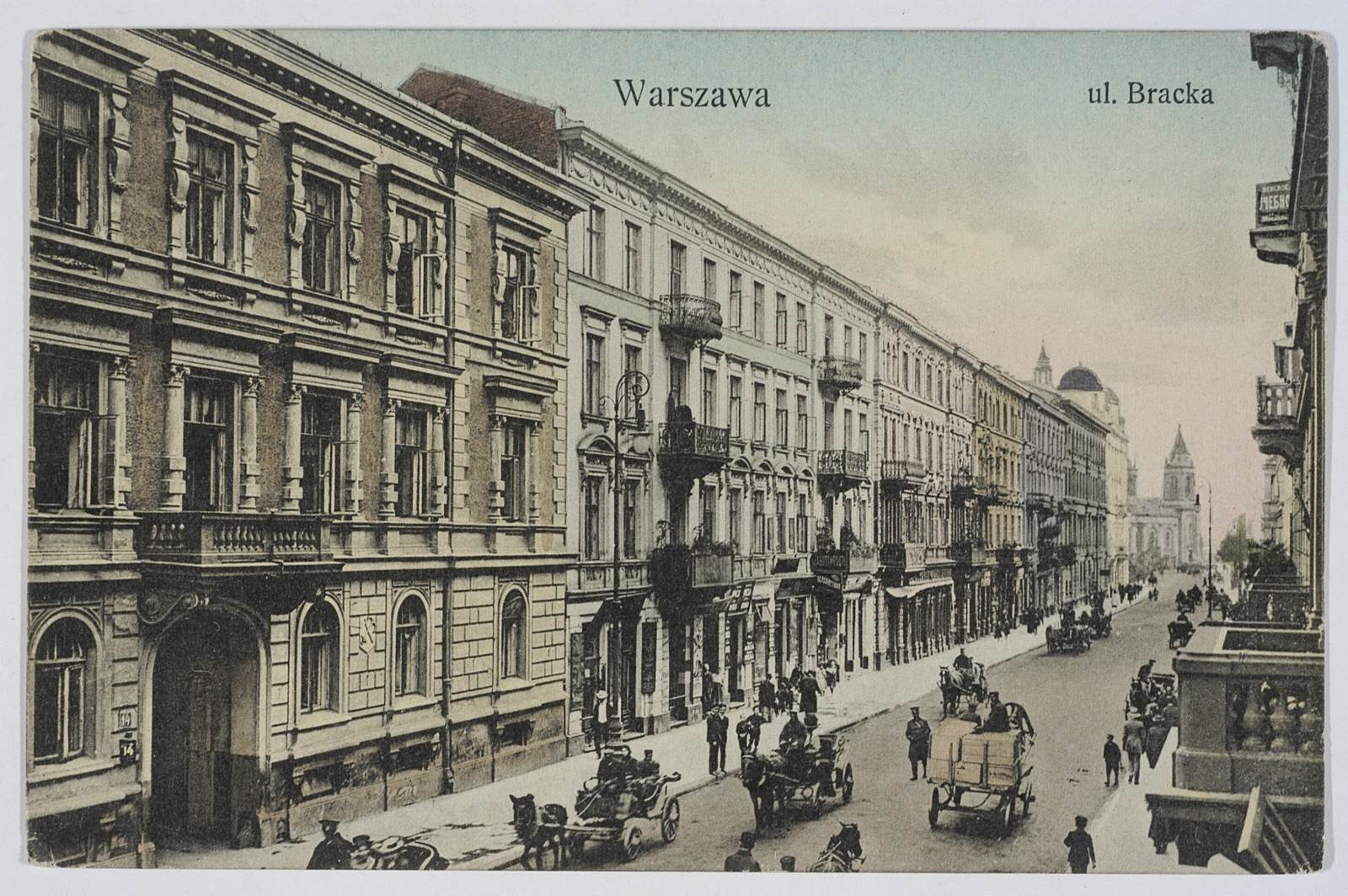
Ulica Bracka przed I wojną światową, widok w kierunku placu Trzech Krzyży

Ulica Bracka – ulica w dzielnicy Śródmieście w Warszawie.

## Historia
Ulica jest częścią dawnego traktu z Ujazdowa do Grzybowa (jego częścią były także ulice: Wiejska, Bagno i Zgoda). Została uregulowana około roku 1770. W tym miejscu trakt przechodził przez grunty należące do różnych zakonów i bractw, stąd nazwa ulicy.
Przed końcem XVIII wieku zabudowa ulicy składała się z drewnianych domów i dworków. W tym też czasie – około roku 1790 – u zbiegu z ul. Chmielną wzniesiono drewnianą rotundę pierwszego cyrku w Warszawie, zwanego „Hecą”.
Po przeprowadzeniu Alej Jerozolimskich w latach 1823–1824 na narożnym placu u zbiegu obu ulic wystawiono niewielki budynek Koszar Drogi Jerozolimskiej.
Naprzeciwko, pod numerem 11/13 w roku 1834 została zbudowana kamienica Gołaszewskich, zaprojektowana przez Antonia Corazziego, w późniejszym okresie przebudowana dla Leona Rakowskiego, jednocześnie kierującego pracami budowlanymi.
Prawdziwie wielkomiejskie realizacje przy Brackiej przyniósł dopiero okres po roku 1875. Kamienice osiągały już gabaryt do czterech pięter, zaś ich twórcami byli nierzadko najwybitniejsi architekci.
W latach 1903–1910 powstały przy Brackiej jeszcze cztery kamienice, w tym numer 13 zbudowany dla Kasy Pożyczkowo-Oszczędnościowej "Zgoda", a zaprojektowany przez Dawida Landego i wyróżniający się ozdobną, narożną wieżyczką oraz bogatym secesyjno-eklektycznym wystrojem. W okresie 1913–1914 na północnym odcinku ulicy wzniesiono gmach Domu Towarowego Braci Jabłkowskich, przykład architektury modernizmu, którego autorem byli Karol Jankowski i Franciszek Lilpop.
Wydarzenia roku 1939 nie przyniosły większych zniszczeń zabudowy. W okresie okupacji niemieckiej ulicy nadano niemiecką nazwę Ordenstrasse. W czasie powstania warszawskiego większość zabudowy uległa zniszczeniu. Toczyły się tam zaciekłe walki, a żołnierze niemieccy dopuszczali się licznych zbrodni na mieszkańcach pobliskich domów.
W okresie powojennym w tym rejonie miasta zaszły zmiany urbanistyczne. W 1948 przebite zostało przedłużenie ul. Kruczej, zaś źle zaprojektowane skrzyżowanie z Alejami Jerozolimskimi przerwało łączność komunikacyjną dwóch odcinków ulicy. W 2011 w poprzek osi widokowej ulicy stanął budynek Wolf Bracka.
W 2024 roku przebudowano odcinek ulicy między Alejami Jerozolimskimi i ulicą Chmielną, tworząc tam woonerf.

## Ważniejsze obiekty
- Kamienica Pod Gryfami w Warszawie
- Polska Agencja Prasowa
- Memoriał Wolnego Słowa
- Ministerstwo Rodziny, Pracy i Polityki Społecznej
- Dom handlowy Vitkac
- Gmach Banku Gospodarstwa Krajowego
- Kamienica Zofii Kiersnowskiej
- Dawny Centralny Dom Towarowy
- Pałac Brzozowskich
- Dom Towarowy Braci Jabłkowskich